# Curepe
Curepe (anhörenⓘ) ist eine Stadt in Trinidad und Tobago. Sie liegt im East-West-Corridor in der Region Tunapuna-Piarco.

## Lage
Curepe liegt im Norden der Insel Trinidad, mitten im East-West Corridor, der südlich der Northern Range von Westen nach Osten verlaufenden Metropolregion der Landeshauptstadt Port of Spain. Da Port of Spain im Norden durch die Northern Range und im Süden durch den Caroni Swamp begrenzt ist, weitete sich die Stadt im Laufe der Zeit nach Osten aus. Der dadurch entstandene East-West-Corridor ist so dicht besiedelt, dass früher eigenständige Städte heute fließend ineinander übergehen und eher den Charakter von Stadtteilen der Hauptstadt-Agglomeration haben. Formell sind sie jedoch weiterhin unabhängig. Curepe grenzt im Westen an Valsayn und wird im Osten halbmondförmig von St. Augustine umschlossen.

## Gliederung
Die kleinste Verwaltungseinheit Trinidads ist die Community, vergleichbar einer deutschen Ortschaft. Curepe gliedert sich in die Communitys Curepe und Spring Village.
| Community      | Einwohner |
| -------------- | --------- |
| Curepe         | 8740      |
| Spring Village | 2635      |
| Summe          | 11.375    |

## Wirtschaft und Verkehr
Ein Wirtschaftsfaktor ist die University of the West Indies, deren benachbarter, in St. Augustine gelegener Campus signifikante Auswirkungen auf Wohnungsmarkt und Einzelhandel hat. Entlang der West-Ost-Trassen hat sich viel Gewerbe angesiedelt, Überregional bekannte Arbeitgeber gibt es jedoch keine. Die zweimal wöchentlich erscheinende Zeitung TnT Mirror hat ihren Sitz in Curepe.
In Curepe beginnt die Southern Main Road, die vor dem Bau des Uriah Butler Highway die Hauptverkehrsader für den Verkehr zwischen East-West-Corridor und San Fernando war. Auch jetzt wird die Straße noch häufig genutzt, da sie Städte wie Caroni, Couva und Point Lisas anbindet und eine Umgehung der häufigen Staus auf dem Uriah Butler Highway darstellt. Curepe verläuft außerdem entlang der Eastern Main Road und des Churchill Roosevelt Highways, der beiden wichtigsten West-Ost-Achsen des Landes.

## Einrichtungen
Öffentliche Einrichtungen in Curepe sind unter anderem die Holy Saviour Anglican Primary School, die Spring Village Hindu School, die Curepe Presbyterian Church und die 1962 errichtete Our Lady of Fatima Roman Catholic Church, die Gläubige von weither anzieht.
Das Curepe Scherzando Steel Orchestra, eine landesweit operierende Steel Band, hat seinen Sitz in Curepe. Ebenfalls in Curepe befindet sich das nationale Hauptquartier der Gewerkschaft Trinidad and Tobago Unified Teachers Association.

## Persönlichkeiten
- Nicholas „Trinidad James“ Williams (* 1987), Rapper und Produzent

Die Dokumentation Queens of Curepe des trinidadischen Filmemachers Michael Mooledhar wurde in Curepe gedreht.